# Igor Dolgatschew
Igor Dolgatschew, született Ігор Долгачев / Ihor Dolhacsev; (Novohrad-Volinszkij, Ukrán SzSzK, Szovjetunió, 1983.november 22. –) ukrán származású német színész és modell. Egyaránt szerepel filmekben, TV-s sorozatokban illetve színházi előadásokban.

## Életpályája
Igor édesanyja Ukrajnában balett-táncos volt, a család 1994-ben költözött Németországba; színészi pályája iskolás korában Magdeburgban kezdődött. Számtalan filmben és sorozatban szerepelt mellékszereplőként, többek között a  Wolffs Revier, Für alle Fälle Stefanie, Alphateam, Neues vom Bülowbogen, Beautiful Bitch és a Frau fährt, Mann schläft című filmekben. 2007-ben ő kapta az Alles was zählt című sorozatban Deniz Öztürk, a török származású Németországba érkező jégkorongozó szerepét. Országos ismertségre ekkor tett szert; ennek oka, hogy a sorozatban egy meleg fiatalembert alakít. 2008 óta minden évben őt szavazzák meg a legszexibb német szappanopera sztárnak.[forrás?]

## Szerepei

### Televíziós filmek, sorozatok
- 2002: Dr. Sommerfeld
- 2002: Alphateam
- 2002: Wolffs Revier
- 2002: Für alle Fälle Stefanie
- 2003: Echte Männer?
- 2003: Kalle kocht
- 2005: Schloss Einstein
- 2006: Leo – ein fast perfekter Typ
- 2007 - : Alles was zählt

### Mozifilmek
- 2003: Herbst
- 2007: Beautiful Bitch
- 2010: Beyond the Surface

### Színházi performanszok
- 2008: Die große UFA-Revie
- 2008: Die Lokalbahn
- 2008: Die vertagte Hochzeitsnacht
- 2008 – 2009: Die vertagte Hochzeitsnacht
- 2009: Friedhofsgärtner
- 2009: Der keusche Lebemann

## Fordítás
Ez a szócikk részben vagy egészben  az   Igor Dolgatschew című angol Wikipédia-szócikk fordításán alapul.  Az eredeti cikk szerkesztőit annak laptörténete sorolja fel. Ez a jelzés csupán a megfogalmazás eredetét és a szerzői jogokat jelzi, nem szolgál a cikkben szereplő információk forrásmegjelöléseként.
Ez a szócikk részben vagy egészben  az   Igor Dolgatschew című német Wikipédia-szócikk fordításán alapul.  Az eredeti cikk szerkesztőit annak laptörténete sorolja fel. Ez a jelzés csupán a megfogalmazás eredetét és a szerzői jogokat jelzi, nem szolgál a cikkben szereplő információk forrásmegjelöléseként.